# 国府町西高輪
国府町西高輪（こくふちょうにしたかわ）は、徳島県徳島市の町名。南井上地区に属している。郵便番号は779-3104。

## 地理
徳島市の北西部に位置。北は飯尾川とその支流西大堀川で限られ、東は国府町東高輪、南は国府町日開、西は国府町川原田と接する。
吉野川下流右岸、飯尾川右岸・鮎喰川左岸の鮎喰川デルタフォン（三角州状扇状地）の北端に位置する平地農村。名方郡条理地割が残る。

### 河川
- 飯尾川
- 西大堀川
- 東大堀川

## 歴史
1933年（昭和8年）から1934年（昭和9年）の飯尾川改修工事により、排水不良による内水面災害はなくなり、旧河道にある低湿田に客土して二毛田化し、水稲の裏作として裸麦・小麦・空豆・菜種・蔬菜などを作った。当地は東高輪・花園・川原田と同じく飯尾川水系に灌漑水を依存しており、高燥な自然堤防帯は個人の揚水機による深井戸灌漑が多い。
1967年（昭和42年）に名東郡国府町が徳島市に編入し、現在の町名となった。

## 世帯数と人口
2022年（令和4年）9月1日現在の世帯数と人口は以下の通りである。
| 町丁         | 世帯数  | 人口  |
| ------------ | ------- | ----- |
| 国府町西高輪 | 119世帯 | 308人 |

## 小・中学校の学区
市立小・中学校に通う場合、学区は以下の通りとなる。
| 番地 | 小学校               | 中学校             |
| ---- | -------------------- | ------------------ |
| 全域 | 徳島市立南井上小学校 | 徳島市立国府中学校 |

## 交通

### 鉄道
町内に鉄道駅はない。

### 道路
町内を通過する国道、県道はない。

## 施設
- 西高輪公会堂